# Sant Martí de la Nou
|  | Per a altres significats, vegeu «Sant Martí de la Nou (Alòs de Balaguer)». |

Sant Martí de la Nou és una església del municipi de la Nou de Berguedà (Berguedà) inclosa en l'Inventari del Patrimoni Arquitectònic de Catalunya.

## Descripció
És un temple d'estructura romànica, d'una sola nau, coberta amb volta de pedra lleugerament apuntada. Presenta absis central i dos laterals disposats en creu llatina. El mur frontal és encarat a ponent amb portal d'entrada de tres arcs de mig punt en degradació i arquivolta. Campanar de torre quadrada d'època posterior, situat al costat nord. Porta d'entrada amb ferros forjats, d'època romànica. En ser restaurada es trobaren tres lipsanoteques i un pergamí, en el que consta la data de consagració de l'església. Es guarden a la Rectoria de la Nou.
A l'absis de l'església hi ha el retaule de Sant Martí, barroc d'entre els segles XVII-XVIII.
Situat en un entorn enjardinat (l'antic cementiri), tocant les primeres cases del poble en un paisatge muntanyós de camps voltats de bosc.

## Història
En el 839 surt esmentada en l'acta de consagració de la Catedral d'Urgell. El 19 de febrer de 1195 es realitza la consagració pel bisbe d'Urgell, Bernard. En el segle xvii es realitza la construcció del campanar i de dues capelles laterals. En el 1967 es realitzen obres de restauració. Entre el 1971 i 1972 es finalitzen les obres de restauració. Servei de la Diputació de Barcelona.